# جان بورثویک (بازیکن فوتبال)
جان بورثویک (انگلیسی: John Borthwick؛ زادهٔ ۲۴ مارس ۱۹۶۴) بازیکن فوتبال اهل بریتانیا است.
از باشگاه‌هایی که در آن بازی کرده‌است می‌توان به باشگاه فوتبال هارتل پول یونایتد، باشگاه فوتبال گیتزهد، باشگاه فوتبال یورک سیتی، و باشگاه فوتبال دارلینگتون اشاره کرد.